# Семюел Франклін Коді
Семюел Франклін Каудері, більш відомий як Семюел Франклін Коді (6 березня 1867 — 7 серпня 1913) — учасник шоу Дикого Заходу та піонер пілотованих польотів. Він найбільш відомий своєю роботою над великими повітряними зміями, відомими як «військові повітряні змії Коді» (англ. Cody War-Kites), які використовувалися британцями до Першої світової війни як альтернатива повітряним кулям для коригування вогню артилерії. Також він був першою людиною, яка керувала літаком, побудованим у Великій Британії. Як шоумена, Семюела Коді часто плутали з Вільямом Коді, на честь якого він змінив прізвище в юності.

## Ранні роки
Семюел народився у 1867 році в Дейвенпорті, штат Айова, де він відвідував школу до 12 років. Про його життя того часу відомо небагато, хоча він стверджував, що в молодості вів типове життя ковбоя. Він навчився їздити верхи та дресирувати коней, стріляти та користуватися ласо. Пізніше він стверджував, що також шукав золото в районі, який пізніше став Доусон-Сіті, центром знаменитої «золотої лихоманки» на Клондайку.

## Шоумен

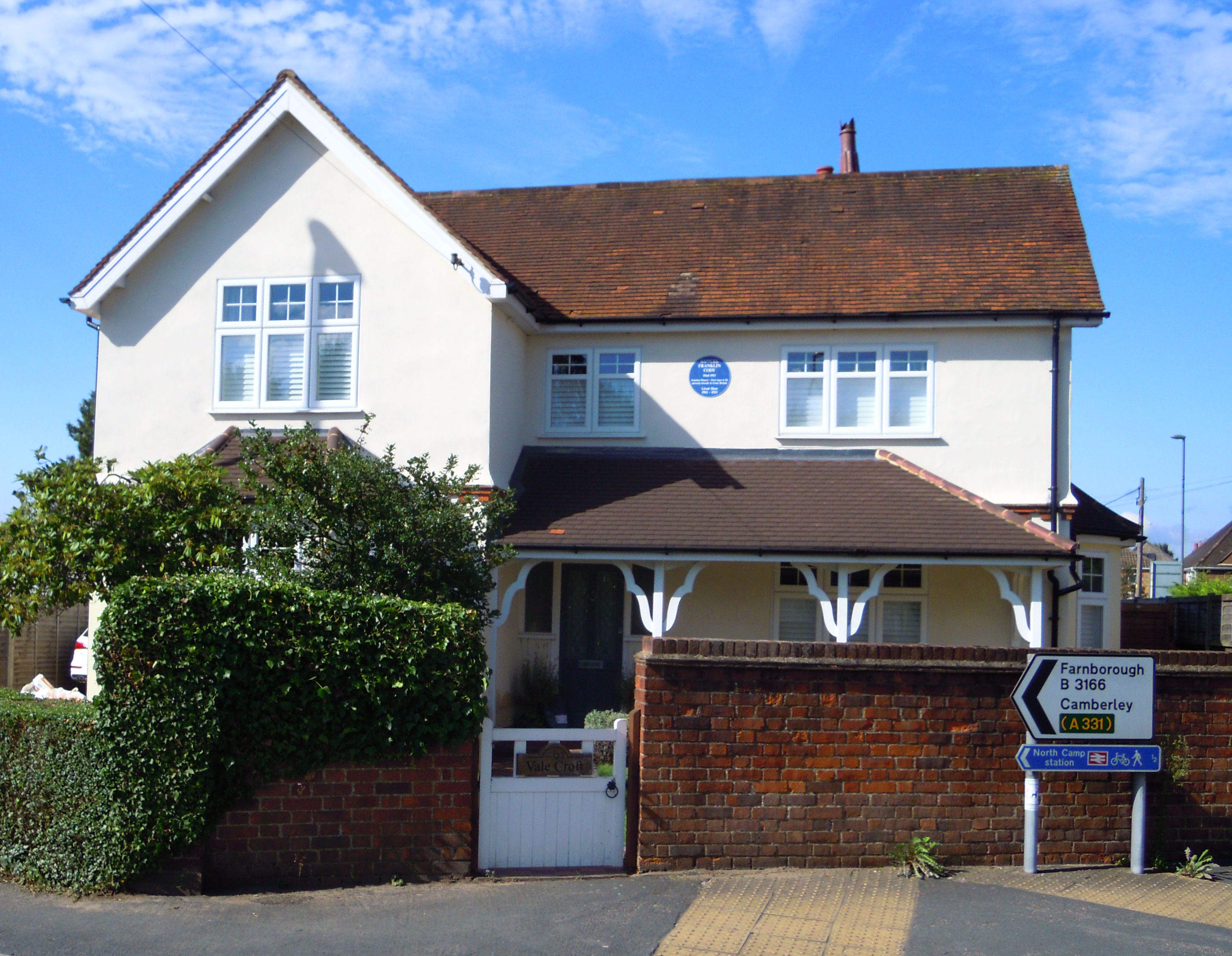
«Вейлкрофт», колишній дім Коді в селі Еш-Вейл, Суррей, Англія.

У 1888 році, у віці 21 року, Семюел почав гастролювати по США з цирком Адама Форпо, до вистав якого на той час входив великий компонент шоу Дикого Заходу. У квітні 1889 одружився з Мод Марією Лі в Норрістауні, штат Пенсільванія. У свідоцтві про шлюб його ім'я вже фігурує як «Семюел Франклін Коді».
В 1890 році Семюел прибув до Європи, стверджуючи, ніби є сином відомого Вільяма «Баффало Білла» Коді, хоча насправді вони не були взагалі ніякими родичами. Коді разом зі своєю дружиною гастролював по Англії зі стрілецькими шоу. Мод до кінця своєї кар'єри використовувала сценічне ім'я Ліліан Коді. У Лондоні вони познайомилися з місіс Елізабет Мері Кінг (уроджена Девіс), дружиною ліцензованого ресторатора Едварда Кінга і матір'ю чотирьох дітей: Едварда, Леона, Вівіана і Ліз. Місіс Кінг хотіла сценічної кар'єри для своїх синів. У 1891 році Мод навчила хлопців стріляти, але потім одна повернулася до США. Є свідчення, що Мод не могла виступати зі своїм чоловіком з якоїсь причини — через травму, залежність від морфію, початок шизофренії або поєднання цих захворювань.
Після того, як Мод Коді повернулася до США, місіс Кінг залишила свого чоловіка і зблизилася з Коді. Вона взяла з собою своїх молодших синів Леона та Вівіана, але залишила доньку Ліз із чоловіком Тедом, який був на ранніх стадіях хвороби Брайта. Перебуваючи в Англії, Коді та місіс Кінг жили разом як чоловік і дружина. Вона використовувала ім'я Лела Марі Коді і, як правило, її вважали його законною дружиною. Її сини Леон і Вівіан були також відомі під прізвищем Коді. При цьому Семюел так і не розірвав юридично свій шлюб із Мод.
Перебуваючи в Англії, Коді, Лела, Леон і Вівіан відвідували мюзик-холи, показуючи свої навички верхової їзди, стрільби та вправності з ласо. Під час туру Європою в середині 1890-х років Коді скористався тодішньою популярністю велосипедного спорту, влаштувавши серію перегонів коней проти відомих велосипедистів, що викликало незадоволення велосипедних організацій. У 1898 році сценічне шоу Коді, The Klondyke Nugget («Клондайкський самородок»), стало дуже успішним. В шоу брали участь старший син Лели Едвард, що виступав під іменем Едвард Ле Руа, та її молодші сини Леон та Вівіан, яких для уникнення конфузів назвали прізвищем Коді.

## Аеронавтика

### Повітряні змії

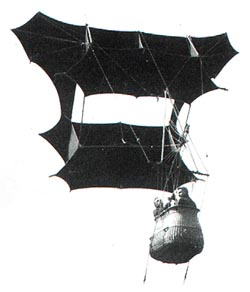
Військовий змій, розроблений Коді.

Коді любив розповідати історію, ніби вперше його зацікавив темою повітряних зміїв китайський кухар, який навчив його запускати ці пристрої під час спільної подорожі старою стежкою для худоби. Однак більш імовірно, що інтерес Коді до повітряних зміїв був викликаний його дружбою з повітроплавцем Огюстом Ґодроном, з яким вони познайомилися під час виступу в Палаці Александри. Коді виявив інтерес до створення повітряних зміїв, здатних підійматися на велику висоту та перевозити людину. Леон також зацікавився цією темою, і вони змагалися, хто створить змія, здатного підкорити більшу висоту. З часом до цього також долучився Вівіан.
На гроші від своїх шоу Коді розробив суттєво вдосконаленого коробчатого змія моделі Лоуренса Гарґрейва, збільшивши його підйомну силу, за допомогою доданих по боках крил. Також Коді розробив складну систему запуску з кількох повітряних зміїв, запряжених в лінію, які могли підійматися на кількасот метрів або перевозити кількох людей у гондолі. Свій винахід, відомий як «повітряний змій Коді» він запатентував у 1901 році.
Для метеорологічних і військових спостережень тоді використовувалися повітряні кулі, але ними неможливо було керувати при сильному вітрі. Коді зрозумів, що повітряні змії, якими легше керувати як раз в умовах сильного вітру, дозволять здійснювати спостереження за ширшого діапазону погодних умов. Його змії незабаром були використані для метеорології, і він став членом Королівського метеорологічного товариства (Royal Meteorological Society).
У грудні 1901 року Коді запропонував свій проєкт Воєнному офісу для використання під час Другої англо-бурської війни та здійснив кілька демонстраційних польотів на висоту до 600 м у різних місцях Лондона. В 1903 році у Палаці Александри відбулася велика виставка повітряних зміїв Коді. Пізніше йому вдалося перетнути Ла-Манш на парусиновій шлюпці, запряженій одним з його повітряних зміїв. Діяльність Коді привернула увагу Адміралтейства, яке найняло його для вивчення можливості використання повітряних зміїв для військового спостереження. Зрештою Адміралтейство придбало чотири його військові повітряні змії.
У 1905 році, використовуючи радикально іншу конструкцію, Коді розробив пілотований «змій-планер» (англ. glider-kite), який пілотував особисто. Машину запускали на тросі, як повітряного змія, після чого трос від'єднували, щоб забезпечити плануючий політ. Конструкція була мало схожа на його попередні повітряні змії, більше нагадуючи безхвостий біплан. Примітно, що ця машина стала першим літальним апаратом, який використовував елерони (якщо точніше, елевони) для ефективного керування креном.
Зрештою Коді вдалося зацікавити своїми повітряними зміями армію. У 1906 році його призначили головним інструктором з повітряних зміїв у Школі повітроплавання в Олдершоті, а незабаром він став інженером на новій армійській фабриці повітряних куль у Фарнборо разом зі своїм нібито сином Вівіаном. Ця фабрика згодом перетворилася на Королівський авіабудівний завод, на якому Вівіан Коді продовжив свою довгу та успішну кар'єру технічного спеціаліста.
У 1908 році Воєнний офіс офіційно прийняв повітряних зміїв Коді до підрозділу повітряних куль. Згодом цей підрозділ перетворився на Повітряний батальйон Королівських інженерів на аеропланах (рота № 1 якого пізніше стала ескадрильєю № 1 Королівського льотного корпусу і, зрештою, ескадрильєю № 1 Королівських ВПС).
Нарешті в 1907 році Коді створив безпілотну машину, яку назвав моторний змій («power-kite»). Конструкція машини була дещо подібна до його стандартного повітряного змія, але з більшими крилами та з подвійним хвостовим оперенням замість задньої комірки, а головне — змій був оснащений двигуном «Buchet» потужністю 15 к.с.. Коді не запускав його на відкритому повітрі, а натомість протягнув довгий повітряний дріт в ангарі для повітряних куль у Фарнборо та випробував свою машину в приміщенні. Щоб створити перший британський літак, йому залишалося об'єднати свої попередні розробки — пілотований вільнолітаючий планер і непілотований повітряний змій з двигуном.

### ДирижабльNulli Secundus

Nulli Secundus, 1907

Перш ніж Коді зміг взятися за створення літака, він взяв участь у конструюванні дирижабля, який будували у Фарнборо. У грудні 1906 року Коді відправили до Франції, де він придбав двигун «Antoinette» потужністю 40 к.с. (30 кВт). Протягом 1907 року він отримав повні повноваження як розробника каркаса та силової установки дирижабля.
5 жовтня 1907 року Дирижабль № 1 британської армії або «Nulli Secundus» здійснив політ з Фарнборо до Лондона за 3 години 25 хвилин з Коді та його командиром полковником Джоном Кеппером на борту. Обігнувши Собор Святого Павла, вони спробували повернутися до Фарнборо, але зустрічний вітер зі швидкістю близько 30 км/год змусив їх приземлитися на півдні Лондона в районі Кришталевого палацу. Дирижабль отримав пошкодження від вітру.

### Аероплани

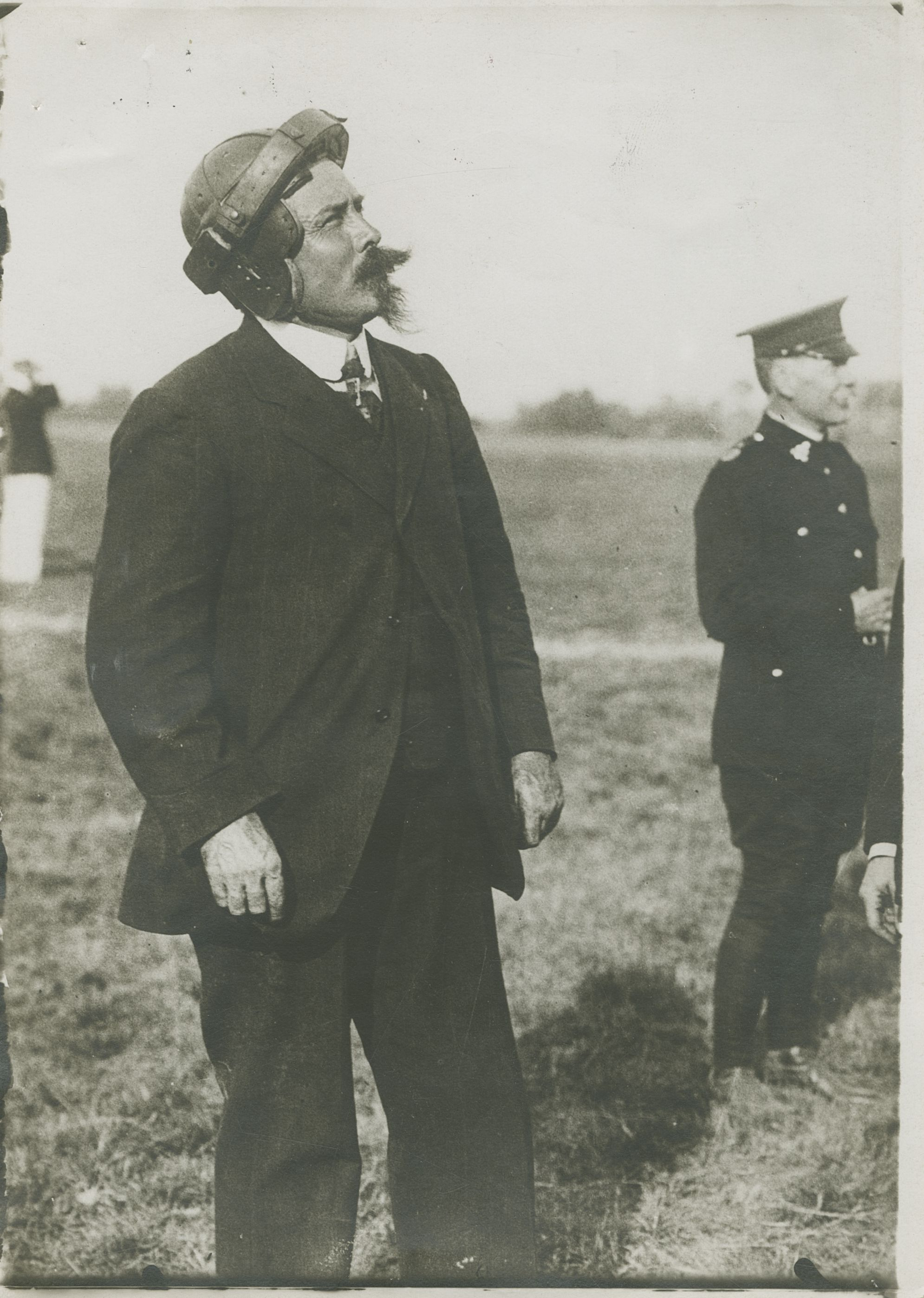
Семюел Франклін Коді в 1910 році.

Пізніше в 1907 році армія вирішила підтримати розробку його літака під назвою Аероплан № 1 британської армії (British Army Aeroplane No 1). У вересні 1908 року Коді почав випробування машини, злітаючи на невеликі відстані, максимальною з яких стали 420 м 16 жовтня 1908 року. Цей політ визнано першим у Великій Британії офіційним польотом пілотованого літального апарата важчого за повітря. При приземленні літак дістав пошкодження. Після ремонту та значних модифікацій Коді знову літав на ньому на початку 1909, але у квітні цього ж року Воєнний офіс вирішив припинити розробку літаків і розірвав контракт із Коді.
Коді забрав свій літак і власним коштом далі працював над ним у Фарнборо, використовуючи для пробних польотів рівнину Лаффанс. 14 травня 1909 року йому вдалося пролетіти понад милю, встановивши перші офіційні британські рекорди відстані та витривалості. До серпня того ж року Коді завершив останню з довгої серії модифікацій літака. 14 серпня він вперше перевіз пасажирів: спочатку свого старого колегу Кеппера, потім Лелу Коді.
29 грудня 1909 року Коді став першою людиною, яка здійснила політ з Ліверпуля. Це була спроба виграти приз, який встановив підприємець Вільям Піклз Гартлі для того, хто зможе здійснити безпосадковий переліт між Ліверпулем і Манчестером. Коді стартував о 12:16 з іподрому Ейнтрі, але вже через 19 хвилин через густий туман був змушений приземлитися поблизу Сент-Геленс.
Взимку 1909—1910 років Коді працював над новим і вдосконаленим літаком у своєму сараї на рівнині Лаффанс. Під час одного з ранніх випробувальних польотів літак підхопило поривом вітру, і Коді не зміг відновити контроль над ним. Літак розбився, Коді опинився у пастці під уламками, з яких був визволений своєю командою. Він отримав травми голови і плечей, але не був шпиталізований і швидко одужав удома.
7 червня 1910 року Коді отримав сертифікат № 9 Королівського аероклубу (R.Ae.C.) на новий літак, а пізніше того ж року виграв Кубок Мішлен за найдовший політ, здійснений в Англії протягом 1910 року. Його переможний політ відбувся 31 грудня і тривав 4 години 47 хвилин. Літак, рухаючись по замкнутому колу, подолав за цей час 298,47 км.
У 1911 році його третій літак став єдиною британською машиною, яка завершила організовані газетою Daily Mail авіаперегони «Circuit of Britain». Коді фінішував четвертим. У 1912 році за це досягнення він був нагороджений срібною медаллю R.Ae.C..
Біплан «Cody V» з новим двигуном потужністю 120 к.с. (90 кВт) виграв перший приз на конкурсі британських військових літаків 1912 року на рівнині Солсбері. Спочатку він підготував для цих змагань моноплан «Cody IV», але розбив його ще до початку змагань внаслідок зіткнення з коровою під час посадки.
Його останній літак, гідроплан Cody Floatplane, міг використовувати в ролі шасі колеса або поплавки.

### Список побудованих Коді машин
- Військові повітряні змії Коді (Cody War Kites), 1901
- Планер-змій Коді (Cody glider-kite), 1905
- Моторний змій Коді (Cody power-kite), 1907
- Дирижабль № 1 британської армії, також відомий як Nulli Secundus, 1907 (конструювання рульового механізму та силової установки)
- Аероплан № 1 британської армії, також відомий як Cody No. 1 і Cody Cathedral, 1908
- Біплан Коді для Кубку Мішлен (Cody Michelin Cup Biplane), 1910
- Біплан Коді для Circuit of Britain, 1911
- Моноплан Коді (Cody monoplane), 1912, також відомий як Cody IV
- Біплан Cody V для змагань британських військових літаків, 1912
- Гідроплан Коді (Cody Floatplane), 1913

## Загибель

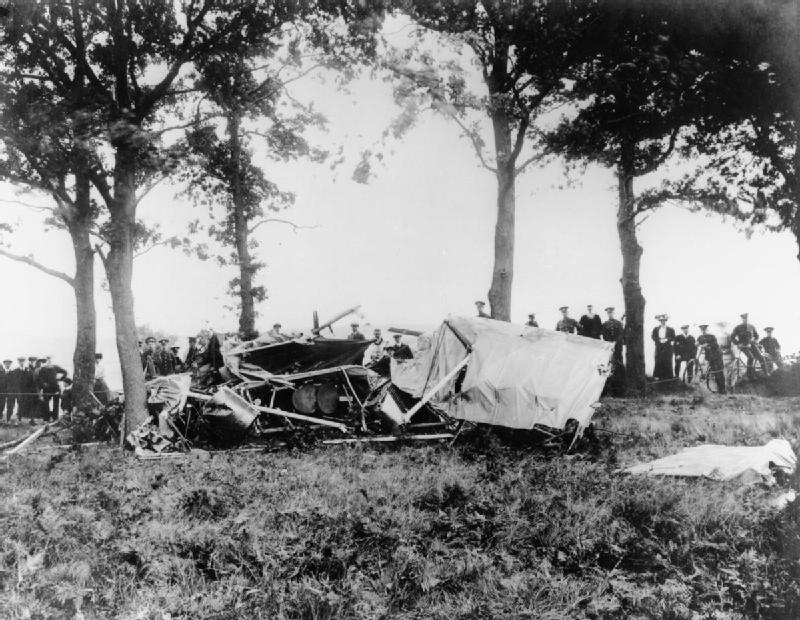
Уламки гідролітака Коді після катастрофи.

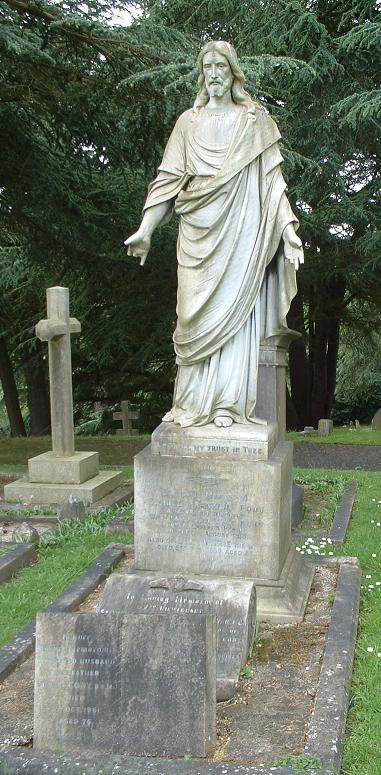
Могила Семюела Коді на військовому кладовищі Олдершот.

7 серпня 1913 року гідроплан Коді під час тестового польоту у рівнині Лаффанс поблизу Фарнборо частково розвалився на висоті близько 60 м. Коді та його пасажир, гравець у крикет Вільям Еванс, випали з літака і розбилися насмерть. Розслідування Королівського аероклубу дійшло висновку, що аварія сталася через «конструктивну структурну слабкість», і припустило, що обидва загиблих могли б вижити, якби були пристібнуті ременями безпеки. Коді поховали з військовими почестями на кладовищі Олдершот; похоронна процесія зібрала приблизно 100 000 людей.
Поруч із могилою Коді стоїть пам'ятник його єдиному синові (від Лелі Коді), Семюелю Франкліну Леслі Коді, який народився в Базелі, Швейцарія у 1895 році, служив у 41-й ескадрильї Королівського льотного корпусу та загинув у Бельгії 23 січня 1917 року.

## Спадок

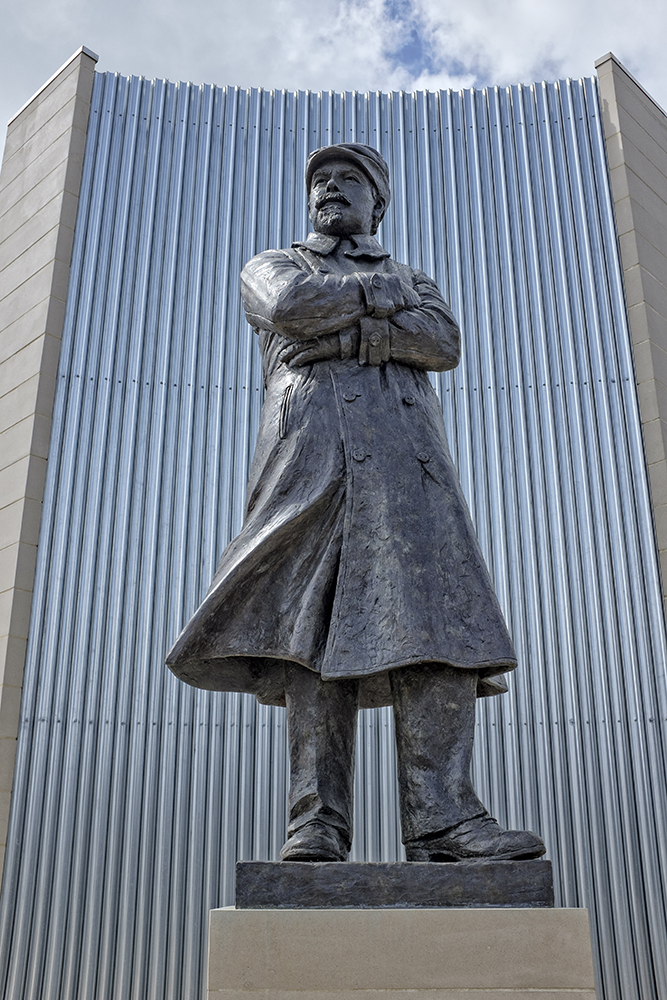
Меморіальна статуя Коді при музеї Фарнборо.

- Статуя Коді біля Музею Фонду авіаційних наук у Фарнборо[en], відкрита у серпні 2013 року 94-річним капітаном Еріком Брауном[15].
- Технологічний парк Коді та крикетний клуб Коді, обидва у Фарнборо, названі на його честь.
- Колишній будинок Коді в Еш-Вейл, графство Суррей, позначено синьою табличкою.
- У військовому музеї Олдершота[en] зберігаються пов'язані з Коді артефакти.

### Дерево Коді
Випробуючи свій перший літак, Коді прив'язав його до дерева, щоб оцінити тягову силу його пропелера. Це дерево стало відомим як Дерево Коді (Cody Tree) та прожило багато років. Після загибелі дерева практиканти Королівського авіабудівного заводу відлили його алюмінієву копію, яка протягом багатьох років продовжувала позначати це місце. Зрештою металеве дерево було перенесено на його теперішнє місце.

### Копія літака
Команда волонтерів-ентузіастів побудувала повнорозмірну копію Аероплана №1 на честь 100-річчя першого польоту. Ця копія виставлена на постійній експозиції Музею Фонду авіаційних наук у Фарнборо приблизно за триста метрів від точки зльоту історичного польоту.

### Фальсифікація Брумфілда
Г. А. Брумфілд був помічником і другом Коді після того, як той залишив армію та переїхав на рівнину Лаффан. У 1948 році Брумфілд представив Музею науки модель машини № 1, яка мала помилки у численних деталях:147–149.
Він стверджував, що перший політ відбувся у травні 1908 року. Ця дата на місяць передувала даті іншого заявленого першого польоту на літаку в Великій Британії Еліота Ро, і Брумфілд хотів, щоб першість віддали Коді:146. Пізніше заяву Ро було спростовано, і першості Коді знову нічого не загрожувало, але на той час Брумфілд зайшов надто далеко у своїй історії, щоб відмовитися від неї. Наступного року Брумфілд подав таку саму заяву Королівському авіабудівному заводу та виготовив для Дерева Коді нову табличку з датою 16 травня 1908 року.
Ця історія вперше з'явилася в друку в 1951 році, а потім знову в 1952 році в статтях, опублікованих незалежними дослідниками. Більш повний опис цього вигаданого дня польоту з'явився в написаній Брумфілдом біографії Коді, «Pioneer of the Air» (видавництво Gale & Polden, 1953). Книгу схвалили Джеффрі де Гевіленд і редактор журналу Сі-Джей Грей «Aeroplane», які написали, відповідно, передмову і вступ. Містифікація була розкрита лише в 1958 році, коли до 50-ї річниці польоту троє дослідників — Дж. Лейсі з Музею науки, А. Брей з Королівського авіабудівного заводу та незалежний історик Чарльз Гіббс-Сміт — звернулися до Брумфілда за роз'ясненнями:chapter 6.